# Karlsøy
Karlsøy is een gemeente in de Noorse provincie Troms. De gemeente telde 2273 inwoners in januari 2017. 

## Topografie
Karlsøy omvat meerdere eilanden. Het grootste eiland is Ringvassøya dat echter niet in zijn geheel bij Karlsøy hoort. De plaats Hansnes aan de oostkant is het bestuurscentrum van de gemeente. Andere eilanden zijn Vanna, Rebbenesøya (de noordelijke helft), Reinøya, Nordkvaløya, Helgøya, Grotøya, Nord-Fugløy en Karlsøya.
In het zuidoosten van de gemeente ligt Ullsfjord.
Balsfjord · Bardu · Dyrøy · Gratangen · Harstad · Ibestad · Kåfjord · Karlsøy · Kvæfjord · Kvænangen · Lavangen · Lyngen · Målselv · Nordreisa · Salangen · Senja · Skjervøy · Sørreisa · Storfjord · Tjeldsund · Tromsø

Voormalige gemeentes: Berg · Lenvik · Skånland · Torsken · Tranøy